# Geconcerteerde reactie
Een geconcerteerde reactie of (deels onvertaald uit het Engels overgenomen) concerted reactie is een organisch chemische reactie waarbij het verbreken en de vorming van bindingen tegelijkertijd plaatsvindt. In de overgangstoestand van de reactie zijn alle bij de reactie betrokken deeltjes met (eventueel partiële) bindingen met elkaar verbonden. Voorbeelden van dit type reactie zijn:
- SN2-reactie
- Pericyclische reacties, zoals:
  - Cope-omlegging
  - Claisen-omlegging
  - Diels-alderreactie
  - Sigmatrope omlegging
- Hydroborering-oxidatie (additie van het boraan aan de dubbele binding)